# Король (фільм)
Коро́ль (англ. The King) — історичний драматичний фільм 2019 року за мотивами кількох п'єс Вільяма Шекспіра «Генріад». Режисер — Девід Мішо, автори —  Д. Мішо та Джоел Еджертон. У ролях: Тімоте Шаламе, Джоел Еджертон, Шон Гарріс, Лілі-Роуз Депп, Роберт Паттінсон та Бен Мендельсон .
Прем'єра відбулася на Венеційському кінофестивалі 2 вересня 2019 року, кінострічка була випущена 11 жовтня 2019 року в обраних театрах США.

## Сюжет
Принц Уельський Генріх (його «близькі» друзі називають «Хал») — старший син англійського короля Генріха IV. Хал не зацікавлений у воєнній політиці свого батька і проводить свої дні, пиячачи та пустуючи з другом Джоном Фальстафом. Батько викликає Хала і повідомляє йому, що його молодший брат Томас успадкує трон замість нього. Томас вирушає підкорити заколот Готспура, але обурений Хал втягує Готспура в бій сам на сам, де вбиває його кинджалом. Томас скаржиться, що Хал забрав усю славу. Невдовзі Томас помирає в подальшій битві під Уельсом.
Генріх IV помирає у своєму ліжку, а Хал коронований королем Генріхом V. Він вирішує не бути подібним до свого батька, вибираючи мир і примирення, попри те, що його дії сприймаються як слабкість. Тим часом Дофін з Франції надсилає Халу образливий коронаційний подарунок.
Хал гуляє зі своєю молодшою сестрою Філіппою, тепер королевою Данії, зеленим полем під замком. Філіппа запитує про його самопочуття, і Хал каже, що хоче покласти край заворушенням у королівстві. Тоді Філіппа повідомляє Халу, що вона вважає, що шляхтичі бажають йому добра, але застерігає його від того, що вони, як і в будь-якому королівському дворі, мають на першому місці лише власні інтереси та не розкривають свою справжню істину.
Схоплений вбивця заявляє, що його відправив король Франції Карл VI для вбивства Хала. Англійські дворяни Кембридж і Грей звертаються до французьких агентів, сподіваючись привернути їх до французької справи, вони не довіряють новому молодому королю, а потім звертаються до головного судді Хала, Вільяма Гаскойна, зі своїми пропозиціями. Вільям радить молодому королю, що потрібно проявити сили, аби об'єднати Англію. Щоб довести свою компетентність, Хал оголошує війну Франції, а Кембриджа і Грея було страчено.
Англійська армія відпливла до Франції на чолі з Халом. Після успішного взяття Арфлера вони продовжують кампанію, але за ними слідує Дофін, який неодноразово намагається спровокувати Хала. Англійські війська натрапляють на величезну французьку армію, що збирається перед ними. Дорсет радить Халу відступити через перевагу французів, але Фальстаф пропонує засідку, заманивши французів у болото, а потім вони будуть атаковані англійськими «довголучниками» і оточені великою фланговою силою, захованою в довколишніх лісах.
Хал вирушає до Дофіна і пропонує битися в одиночному бою, щоб вирішити результат битви, але Дофін відмовляється. Починається битва під Азенкуром. План працює, і чисельність англійської армії переважає французів, Фальстаф загинув на передовій. Дофін вступає в бій, щоб кинути виклик Халу, але стає приниженим і легко переможеним.
Після вирішальної перемоги англійці продовжують просуватися у Францію. Хал доходить до короля Карла VI, який пропонує свою капітуляцію і руку своєї дочки Катерини. Хал повертається до Англії зі своєю новою дружиною. Він приходить до її кімнати, щоб порозмовляти, вона швидко демонструє свою силу характеру, а також змушує його змінити свої військові рішення, оскільки їй не до вподоби причини Халового вторгнення у Францію. Хал усвідомлює, що французька образа та агресія проти Англії були інсценовані його головним суддею Гаскойном, щоб загнати Хала у війну. Хал підтвердивши свої підозри, приступає до смертельного удару. Тим часом біля палацу люди вітають короля Генріха, щоб відсвяткувати його перемогу над французами.

## У ролях
| Актор               | Роль                                         |
| ------------------- | -------------------------------------------- |
| Тімоті Шаламе       | Генріх V (король Англії)                     |
| Джоел Еджертон      | Джон Фальстаф                                |
| Роберт Паттінсон    | Луї Гієнський                                |
| Шон Гарріс          | Вільям Гаскойн                               |
| Стівен Елдер        | Лорд Дорсет                                  |
| Бен Мендельсон      | Генріх IV (король Англії)                    |
| Дін-Чарльз Чепмен   | принц Томас                                  |
| Лілі-Роуз Депп      | Катерина Валуа                               |
| Томасін Мак-Кензі   | Філіпа Англійська                            |
| Тібо де Монталамбер | Карл VI Божевільний                          |
| Едвард Ешлі         | Річард Конісбурзький, 3-й граф Кембриджський |
| Том Ґлінн-Карні     | Генрі Персі                                  |

## Виробництво

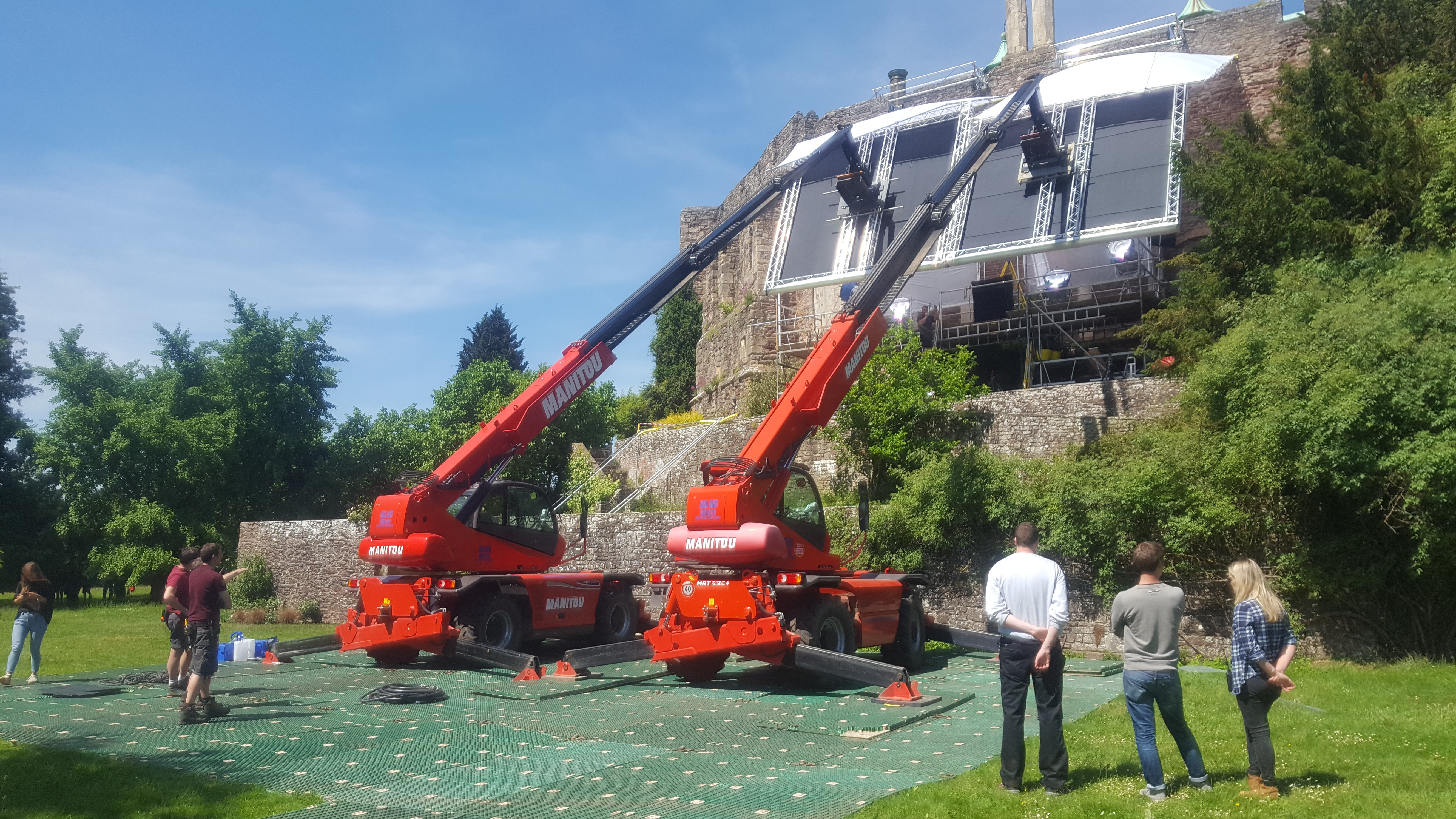
Знімання на місці в замку Берклі, Глостершир, Велика Британія.

Розробка сценарію почалася у 2013 році. У вересні 2015 року було оголошено, що режисером фільму виступить Девід Мішо. У березні 2018 року стало відомо, що Джоел Едгертон, який брав участь в написанні сценарію, також виконає одну з головних ролей у фільмі. Прокатом повинна була займатися Warner Bros Pictures.
У травні 2018 року до складу приєдналися Роберт Паттінсон, Бен Мендельсон, Шон Харріс, Лілі-Роуз Депп, Том Глін-Керні та Томасін Маккензі, а в червні приєднався Дін-Чарльз Чапман.
Фільмування розпочалися 1 червня 2018 року та завершилися 24 серпня.

### Місце знімання
Знімання фільму проходили по всій Англії та Сільвашвараді, Угорщина. Багато сцен було знято в замку Берклі в Глостерширі, Англія. Собор Лінкольна був використаний замість Вестмінстерського абатства для проведення коронаційних сцен.

## Прем'єра
Фільм мав прем'єру на Венеціанському кінофестивалі 2 вересня 2019 року. Також відбувся показ на Лондонському кінофестивалі BFI 3 жовтня 2019 року. 1 жовтня фільм вийшов на широкий екран в кінотеатрах США, а з 1 листопада став доступний на стрімінговому сервісі Netflix [9].

## Відгуки та критика
За підсумками показу на Венеціанському кінофестивалі фільм отримав змішані відгуки. BBC і The Guardian присудили фільму по три зірки з п'яти. Критики відзначають, що без шекспірівського тексту й середньовічної англійської це просто «історично неточний фільм про короля і війну». При цьому оглядачі звернули увагу на темний дух фільму, який не романтизує війну.
Також неоднозначні й відгуки про гру головних героїв. Screen Daily пише, що Тімоті Шаламе не володіє достатньою різноманітністю міміки та вокальним тембром, щоб по-справжньому оживити персонажа. Критик The Guardian зазначив, що він стежив за розвитком персонажа з тривогою, вболівав за нього, але не впевнений, що актор підходить для цієї ролі. Variety зазначає талант актора, який одним поглядом розповідає всю історію героя

### Нагороди
| Нагорода                                | Дата церемонії     | Категорія                                 | Номінанти                                                                       | Результат | Ref.   |
| --------------------------------------- | ------------------ | ----------------------------------------- | ------------------------------------------------------------------------------- | --------- | ------ |
| Нагороди AACTA                          | 4 грудня 2019 року | Найкращий кастинг                         | Дес Гамільтон, Франсін Мейслер                                                  | Номінація | [ 17 ] |
| Нагороди AACTA                          | 4 грудня 2019 року | Найкраща операторська робота              | Adam Arkapaw                                                                    | Перемога  | [ 17 ] |
| Нагороди AACTA                          | 4 грудня 2019 року | Найкращий дизайн костюмів                 | Jane Petrie                                                                     | Перемога  | [ 17 ] |
| Нагороди AACTA                          | 4 грудня 2019 року | Найкращий режисер                         | David Michôd                                                                    | Номінація | [ 17 ] |
| Нагороди AACTA                          | 4 грудня 2019 року | Найкращий монтаж                          | Peter Sciberras                                                                 | Номінація | [ 17 ] |
| Нагороди AACTA                          | 4 грудня 2019 року | Найкращий фільм                           | Brad Pitt, Dede Gardner, Jeremy Kleiner, Liz Watts, David Michôd, Joel Edgerton | Номінація | [ 17 ] |
| Нагороди AACTA                          | 4 грудня 2019 року | Найкращий грім                            | Alessandro Bertolazzi                                                           | Номінація | [ 17 ] |
| Нагороди AACTA                          | 4 грудня 2019 року | Найкращий актор                           | Timothée Chalamet                                                               | Номінація | [ 17 ] |
| Нагороди AACTA                          | 4 грудня 2019 року | Найкраща робота художника-постановника    | Fiona Crombie, Alice Felton                                                     | Перемога  | [ 17 ] |
| Нагороди AACTA                          | 4 грудня 2019 року | Найкращий оригінальний сценарій           | David Michôd, Joel Edgerton                                                     | Номінація | [ 17 ] |
| Нагороди AACTA                          | 4 грудня 2019 року | Найкращий звукооператор                   | Robert Mackenzie, Sam Petty, Gareth John, Leah Katz, Mario Vacarro, Tara Webb   | Номінація | [ 17 ] |
| Нагороди AACTA                          | 4 грудня 2019 року | Найкращу роль другого плану               | Joel Edgerton                                                                   | Перемога  | [ 17 ] |
| Нагороди AACTA                          | 4 грудня 2019 року | Найкращу роль другого плану               | Ben Mendelsohn                                                                  | Номінація | [ 17 ] |
| Hollywood Music in Media Awards         | 20 листопада 2019  | Найкраща музику до фільму                 | Nicholas Britell                                                                | Номінація | [ 18 ] |
| Премія Лондонського гуртка кінокритиків | 30 січня 2020      | Кращий британський/ірландський актор року | Роберт Паттінсон                                                                | Перемога  | [ 19 ] |

## Рецензії
- Рецензия на фильм The King / «Король»// ITC, автор - Олег Данилов, 17 листопада 2019 року, Процитовано 26 листопада 2023 року
- «Король»// 7 листопада 2019 року, Процитовано 26 листопада 2019 року